# بوريانا كريشتو
بوريانا كريشتو (من مواليد 13 أغسطس 1961) هي سياسية بوسنية من القومية الكرواتية تشغل منصب رئيسة مجلس وزراء البوسنة والهرسك منذ يناير 2023. شغلت سابقًا منصب الرئيس الثامن لاتحاد البوسنة والهرسك من عام 2007 إلى عام 2011. وهي أول امرأة تشغل كلا المنصبين.
تحمل كريشتو شهادة في القانون من كلية الحقوق في بانيا لوكا. بعد الانتخابات العامة لعام 2006، أصبحت رئيسة اتحاد البوسنة والهرسك في فبراير 2007، وظلت في منصبها حتى مارس 2011. في يونيو 2011، كانت كريشتو أحد المرشحين للترشيح لمنصب رئيسة مجلس الوزراء. وفي النهاية لم يتم ترشيحها.
وهي عضو في الاتحاد الديمقراطي الكرواتي منذ عام 1995، وكانت كريشتو مرشحة الحزب لمقعد في الرئاسة البوسنية كعضو كرواتي في الانتخابات العامة لعامي 2010 و2022. ومع ذلك، فقد فشلت في الترشح للانتخابات في كلتا الانتخابات. وكانت عضوًا في كل من مجلس الشعوب الوطني ومجلس النواب أيضًا.
في يناير 2023، تم تعيين كريشتو رئيسة لمجلس الوزراء، بعد الانتخابات العامة لعام 2022.

## النشأة والتعليم
نشأت كريشتو، ابنة جوزي كرزيلي وجانيا، في ليفنو، حيث تخرجت من المدرسة الثانوية للاقتصاد في عام 1980. ثم حصلت على شهادة جامعية من كلية الحقوق في بانيا لوكا عام 1984، واجتازت امتحان المحاماة في سراييفو.
عملت كريشتو في القسم القانوني للعديد من الشركات: "أجرو ليفنو" (1987-1988)، و"غوبر ليفنو" (1990-1991)، و"ليكوم ليفنو" (1991-1992)، و"حافلة ليفنو" (1995-1999).

## السياسة الخارجية
في 16 فبراير 2023، قامت كريستو بأول زيارة رسمية لها إلى كرواتيا المجاورة والتقت برئيس الوزراء أندريه بلينكوفيتش، حيث ناقشا العلاقات الثنائية والتعاون الاقتصادي بين البلدين. وفي أبريل 2023، التقت بالبابا فرانسيس في مدينة الفاتيكان.